# Dasyopa prescutellata
Dasyopa prescutellata är en tvåvingeart som beskrevs av Cherian 1990. Dasyopa prescutellata ingår i släktet Dasyopa och familjen fritflugor. Inga underarter finns listade i Catalogue of Life.